# 哈尔斯坦主义
哈尔斯坦主义（德語：Hallstein-Doktrin），得名於德意志聯邦共和國外交部长瓦尔特·哈尔斯坦，為德意志聯邦共和國（西德）在1955年至1970年間實行的外交政策原則；始於西德首任总理康拉德·阿登纳，針對德意志民主共和國（東德）與東德友邦，拒絕與东方阵营進行外交。這個外交政策並沒有公開的官方文件說明，來自於主要架構者威廉·格雷韦在廣播中的公開談話，以及康拉德·阿登纳發表的公開演說。但由于該主义压缩了西德自己的外交活动空间，使其被孤立，后来被勃兰特政府上台后推行新东方政策所取代。

## 概述
哈尔斯坦主义的本质是：西德代表整个德国，不承认德意志民主共和国，不同与东德建交的任何国家（苏联除外）建立或保持外交关系。

## 历史
1957年，前南斯拉夫和东德建交，西德立即与其断绝了外交关系。1963年，古巴和东德建交，西德又宣布同古巴断交。1965年，西德试图阻止东德国务委员会主席乌布利希访问埃及，扬言要与埃及断交，结果导致埃及、叙利亚、伊拉克等10个阿拉伯国家与其断交。这些事件引起了西德国内反对党的强烈不满。1969年9月，社民党在联邦议会选举击败联盟党，勃兰特政府上台后推行新东方政策，力图改善同东德、苏联、东欧国家之间的关系，哈尔斯坦主义就此结束。

## 专业书籍
Torben Gülstorff: Trade follows Hallstein? Deutsche Aktivitäten im zentralafrikanischen Raum des Second Scramble. Humboldt-Universität zu Berlin（页面存档备份，存于）, Berlin 2016.